# Daniel P. Williams
Daniel Powell Williams var en walesisk predikant och grundare av The Apostolic Church.
1913 ordinerades Williams till apostel inom Apostolic Faith Church, med huvudkontor i Bournemouth.
1916 bröt Williams och ett antal i församlingar i Wales med AFC och bildade den apostoliska kyrkan i Wales. 1920 gick man samman med likasinnade kyrkor i Skottland och södra England och bildade The Apostolic Church, med Williams som högste ledare.